# Fernand Mosselman
Fernand Mosselman (Pâturages, 30 mai 1853 - Saint-Josse-ten-Noode, 26 avril 1933), est un homme politique wallon du Parti libéral puis du POB.

## Biographie
Fernand Mosselman est le fils d'Eugène Prosper Mosselman, négociant, bourgmestre de Pâturages, et de Zélaïde Théodorine Rosalie Goffint.
Avocat au barreau de Mons, il siège comme conseiller provincial libéral « progressiste » de 1893 à 1894 et comme conseiller communal de Pâturages de 1879 à 1896.  
Il quitte ensuite les rangs libéraux pour rejoindre le POB dont il sera sénateur pour l’arrondissement de Mons-Soignies à partir du 9 juillet 1912 à la suite du décès de Fernand Defuisseaux. 
Réélu en 1919 et 1921, il ne se représente pas aux élections législatives de 1925.
Une rue de Colfontaine, sa commune natale lui est dédiée.